# Big Green Tractor
«Big Green Tractor» — песня американского кантри-певца Джейсона Алдина, вышедшая 26 мая 2009 года в качестве 2-го сингла с его третьего студийного альбома  Wide Open (2009). Песню написали Джим Коллинз и Дэвид ли Мерфи, продюсером был Майкл Кнокс. Сингл достиг первого места в кантри-чарте Hot Country Songs (став для Джейсона Алдина его 3-м чарттоппером и вторым подряд с текущего альбома вслед за «She's Country»).
Песня была сертифицирована в 2-кр. платиновом статусе RIAA и получила смешанные отзывы музыкальной критики и интернет-изданий.

## Чарты
| Чарт (2009)                         | Высшая позиция |
| ----------------------------------- | -------------- |
| Канада (Billboard Canadian Hot 100) | 54             |
| США (Billboard Hot 100)             | 18             |
| США (Billboard Hot Country Songs)   | 1              |

## Итоговые годовые чарты
| Чарт (2009)                  | Позиция |
| ---------------------------- | ------- |
| U.S. Billboard Hot 100       | 75      |
| US Country Songs (Billboard) | 10      |

## Сертификации
| Регион | Сертификация  | Продажи   |
| --- | ------------- | --------- |
| США (RIAA) | 2× Платиновый | 2 000 000 |
| * Данные о продажах приведены только на основе сертификации. ^ Данные о тиражах приведены только на основе сертификации. |               |           |